# Владимир Соловьов (космонавт)
Владимир Алексеевич Соловьов (на руски: Владѝмир Алексѐевич Соловьёв) е бивш съветски космонавт, два пъти Герой на Съветския съюз (2 октомври 1984 и 16 юли 1986).
Избран е за космонавт на 1 декември 1978 г. и е летял два пъти като бординженер на полетите Союз Т-10 и Союз Т-15. Първият му полет е на 8 февруари 1984 г., с който лети до космическа станция Салют-7.
Екипажът прекарва на станцията 10 месеца (около 237 дни) и извършва много медицински и други експерименти. Космонавтите се прибират с полет Союз Т-11 на 2 октомври 1984 г. Вторият полет на Соловьов е със Союз Т-15, който излита на 13 март 1986 г. Космонавтите се прибират със същия кораб 125 дни по-късно на 16 юли 1986 г. По време на мисията екипажът прехвърля екипировка от Салют-7 до новата станция Мир.
По-късно Владимир Соловьов става директор на полетите на станция Мир в следващите няколко години. Пенсионира се на 18 февруари 1994, но се връща за да оглави руския сегмент от изграждането на Международната космическа станция.
Соловьов е женен и има две деца.